# Saddle Creek Records
Saddle Creek Records est un label indépendant américain, basé à Omaha, dans l'État du Nebraska.

## Histoire
Il a été fondé en 1993 par Conor et Justin Oberst, sous le nom de Lumberjack Records, puis cédé à Robb Nansel et Mike Mogis. Il a ensuite été renommé en Saddle Creek, d'après la rue du même nom de Omaha et le surnom "The Creeker" qui avait été donné à Conor Oberst, Tim Kasher (des Slowdown Virginia, un groupe de rock indépendant), et quelques autres musiciens. La première apparition de ce nom fut sur un tract, sous la forme « Spend an evening with Saddle Creek » ("Passez une soirée avec Saddle Creek").

Saddle Creek Records est maintenant le porte-étendard de ce qui a été appelé "The Omaha Sound", un rock caractérisé par ses assonances country. C'est toutefois de moins en moins le cas des dernières productions, avec l'arrivée de sons beaucoup plus électroniques, notamment chez The Faint ou Broken Spindles.

En 2005 est sorti Spend an evening with Saddle Creek, un documentaire retraçant les dix premières années de l'histoire du label. On y découvre des interviews de quelques-uns de ses groupes ainsi que des lives.

## Groupes ou artistes édités
- Azure Ray
- Beep Beep
- Bright Eyes
- Broken Spindles
- Criteria
- Cursive
- Desaparecidos
- Eric Bachmann
- The Faint
- The Good Life (en)
- Ladyfinger
- Land Of Talk
- Maria Taylor
- Mayday
- Neva Dinova
- Now It's Overhead
- Orenda Fink
- Son, Ambulance
- Sorry About Dresden
- Tokyo Police Club
- Two Gallants

### Groupes ou artistes anciennement édités
- Commander Venus
- GGabardine
- Lullaby for the Working Class
- Park Ave.
- Polecat
- Rilo Kiley
- Slowdown Virginia
- Smashmouth
- We'd Rather Be Flying
- Claire Rousay